# Inbraak

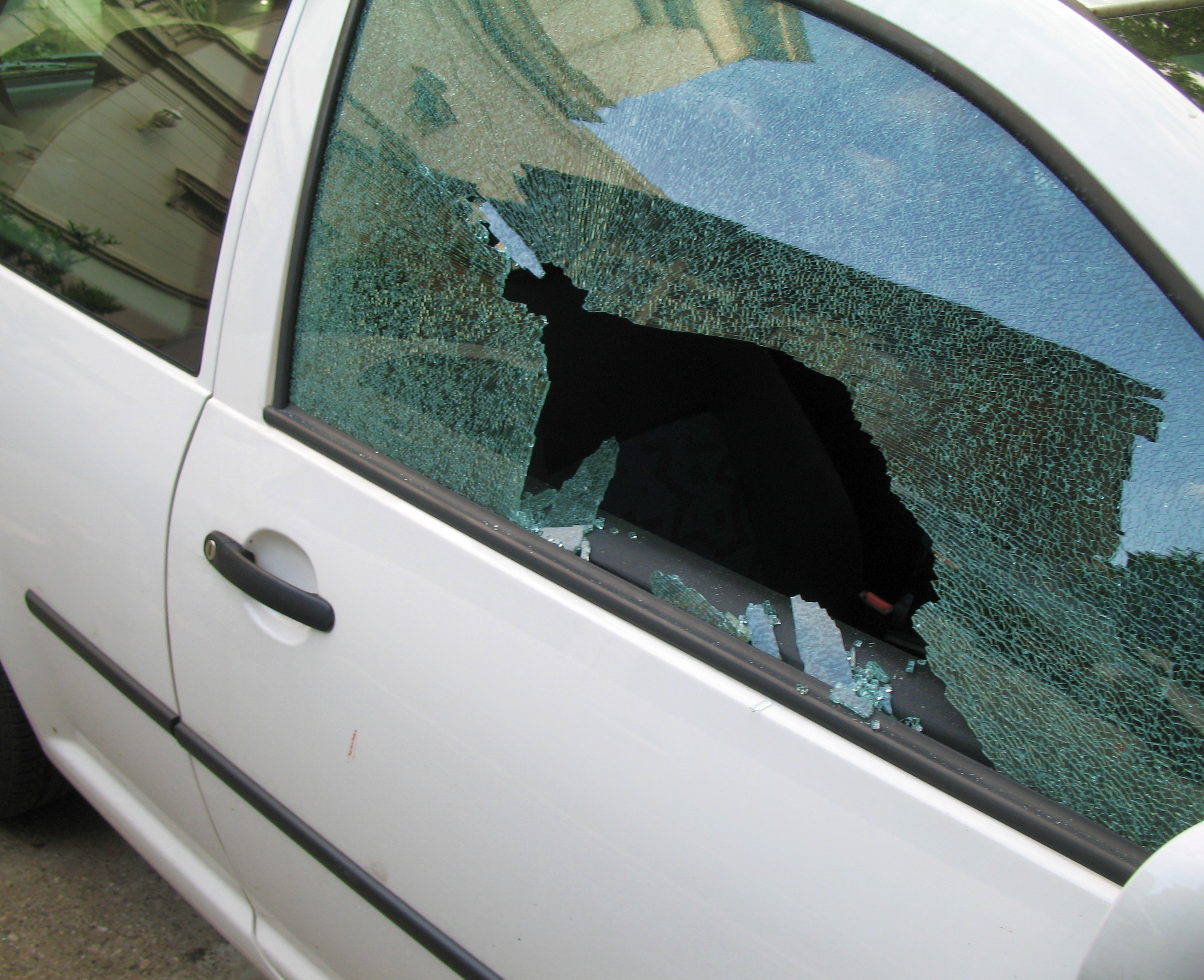
Sporen van inbraak

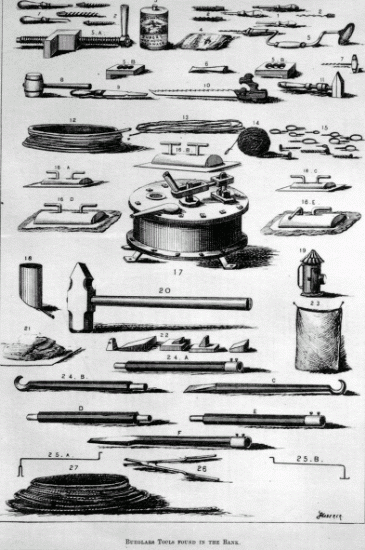
Inbrekersgereedschap

Inbraak is het illegaal openbreken van een gebouw of een object om dit binnen te gaan. Als binnengaan niet de bedoeling is, dan spreekt men eenvoudig van vernieling. In juridische taal wordt ook wel over braak gesproken, en geldt het als een strafverzwarende omstandigheid bij diefstal. Iemand die aan inbraak doet noemt men een inbreker.
In de volkstaal wordt inbreken ook wel aangeduid als "een kraak zetten". Dit heeft juridisch en praktisch weinig te maken met het kraken van gebouwen om er bijvoorbeeld te gaan wonen. Men kan een gebouw ook heel goed kraken door er met een sleutel naar binnen te gaan en een terrein kan men kraken door er een tentenkamp in te richten.
Als er niets kapot is, dan is het geen inbraak. De wet onderscheidt nog insluiping en inklimming. Beide worden ten onrechte ook wel als inbraak aangeduid.